# Dan Kiley
Daniel Urban Kiley (2 septembre 1912 – 21 février 2004) est un important paysagiste américain du style moderne.
C'est lui qui a conçu l'aménagement des salles du palais de justice de Nuremberg, pour le  Procès de l'après-guerre. (Cf. catalogue de l'exposition "Architecture en uniforme", Paris, Cité de l'Architecture et du Patrimoine, 2014.)

## Sources
- (en) Cet article est partiellement ou en totalité issu de l’article de Wikipédia en anglais intitulé « Dan Kiley » (voir la liste des auteurs).